# Dora (serie animata)
Dora è una serie televisiva d'animazione creata da Chris Gifford e Valerie Walsh Valdes per Paramount+. Un remake della serie TV animata per bambini del 2000-2019, Dora l'esploratrice, è basato sul cortometraggio pilota Dora e le creature fantastiche, presentato in anteprima il 29 settembre 2023, prima di PAW Patrol - Il super film.
Prodotto da Nickelodeon Animation Studio e Pipeline Studios  di Hamilton, Ontario, è stato presentato in anteprima il 12 aprile 2024 su Paramount+. In Italia è stato trasmesso in streaming su Paramount+, insieme a USA, Canada e Regno Unito. Ha debuttato anche il 15 aprile 2024 su Nick Jr. in Italia e poi su Cartoonito.

## Trama
La serie segue le avventure di Dora e Boots mentre vivono epiche avventure nel cuore dell'Amazzonia. Accompagnata dalla mappa di Dora, lei e i suoi amici devono lavorare in squadra per superare molti ostacoli, inclusa la sfida di Swiper, la volpe ladruncola.

## Personaggi e doppiatori
La serie è stata doppiata alla Erazero di Milano.
| Personaggio        | Doppiatore originale                                           | Doppiatore italiano                                                        |
| ------------------ | -------------------------------------------------------------- | -------------------------------------------------------------------------- |
| Dora Marquez       | Diana Zermeño                                                  | Veronica Cuscusa                                                           |
| Boots              | Asher Spence                                                   | Patrizia Mottola                                                           |
| Mappa              | Anairis Quiñones                                               | Chiara Francese                                                            |
| Zainetto           | Katarina Sky                                                   | Marcella Silvestri                                                         |
| Swiper la volpe    | Marc Weiner                                                    | Jacopo Calatroni                                                           |
| Vecchio Troll      | Danny Burstein                                                 | Pietro Ubaldi                                                              |
| Tico lo scoiattolo | Donovan Monzon-Sanders                                         | Jolanda Granato                                                            |
| Isa l'iguana       | Tandi Fomukong                                                 | Elisabetta Spinelli                                                        |
| Benny il toro      | Quintún Muñoz-Rademacher                                       | Stefano Pozzi                                                              |
| Grande Pollo Rosso | Chris Gifford                                                  | Luca Bottale                                                               |
| Fiesta Trio        | Danny Burstein ((Rana/Marmosetta) Anairis Quiñones (Armadillo) | Flavio Arras (Rana) Marco Pagani (Marmosetta) Jenny De Cesarei (Armadillo) |
| Mami               | Kathleen Herles                                                | Germana Pasquero                                                           |
| Papi               | Mike Smith Rivera                                              | Antonello Governale                                                        |
| Abuela             | Maria Canals-Barrera                                           | Caterina Rochira                                                           |
| Daisy              | Fatima Ptacek                                                  | Tiziana Martello                                                           |
| Alicia             | Breanna Lakatos                                                | Cinzia Massironi                                                           |

## Episodi
| Stagione         | Episodi | Prima TV USA      | Prima TV Italia |
| ---------------- | ------- | ----------------- | --------------- |
| Prima stagione   | 26      | 12 aprile 2024    | 12 aprile 2024  |
| Seconda stagione | 26      | 13 settembre 2024 |                 |

## Produzione
Il remake è stato annunciato nel 2021 da Brian Robbins all'evento dell'Investors Day di ViacomCBS. La serie è stata ordinata da Paramount+ e originariamente doveva essere presentata in anteprima nel 2023, ma l'uscita è stata ulteriormente posticipata al 2024.
Il dialogo è stato registrato presso Atlas Oceanic Sound and Picture con sede a Burbank e Hyperbolic Audio con sede a New York. La serie è una coproduzione tra Nickelodeon Animation Studio e Pipeline Studios con sede in Ontario.
La serie è stata prodotta esecutivamente da Rich Magallanes, Chris Gifford e Valerie Walsh Valdes, mentre Henry Lenardin-Madden è co-esecutivo e Alejandro Bien-Willner è il montatore della serie. Marielle Kaar è anche la dirigente responsabile della produzione della serie.
Molteplici compilation e brevi clip sono state caricate sul canale YouTube ufficiale italiano di Nick Jr. prima della premiere della serie, a partire dal 14 novembre 2023.